# 사랑 후에 남겨진 것들
《사랑 후에 남겨진 것들》(독일어: Kirschblüten – Hanami, 영어: Cherry Blossoms)은 프랑스에서 제작된 도리스 도리 감독의 2008년 드라마 영화이다. 엘마 베퍼 등이 주연으로 출연하였고 해럴드 쿠글러 등이 제작에 참여하였다.

## 출연

### 주연
- 엘마 베퍼
- 한넬로르 엘스너
- 이리즈키 아야
- 맥시밀리언 브럭크너
- 나디아 울

### 조연
- 버짓 미니크마이어
- 페릭스 에이트너

## 기타
- 의상: 사빈느 그류닝